# روبرت دي فريس
روبرت دي فريس (5 أبريل 1943 أمستردام هولندا - ) هو لاعب كرة قدم هولندي.
1. ↑   https://www.hetamsterdamschevoetbal.nl/oud-voorzitter-blauw-wit-en-aalsmeer-rob-de-vries-74-overleden/. {{استشهاد ويب}}: |url= بحاجة لعنوان (مساعدة) والوسيط |title= غير موجود أو فارغ (من ويكي بيانات) (مساعدة)